# Daena

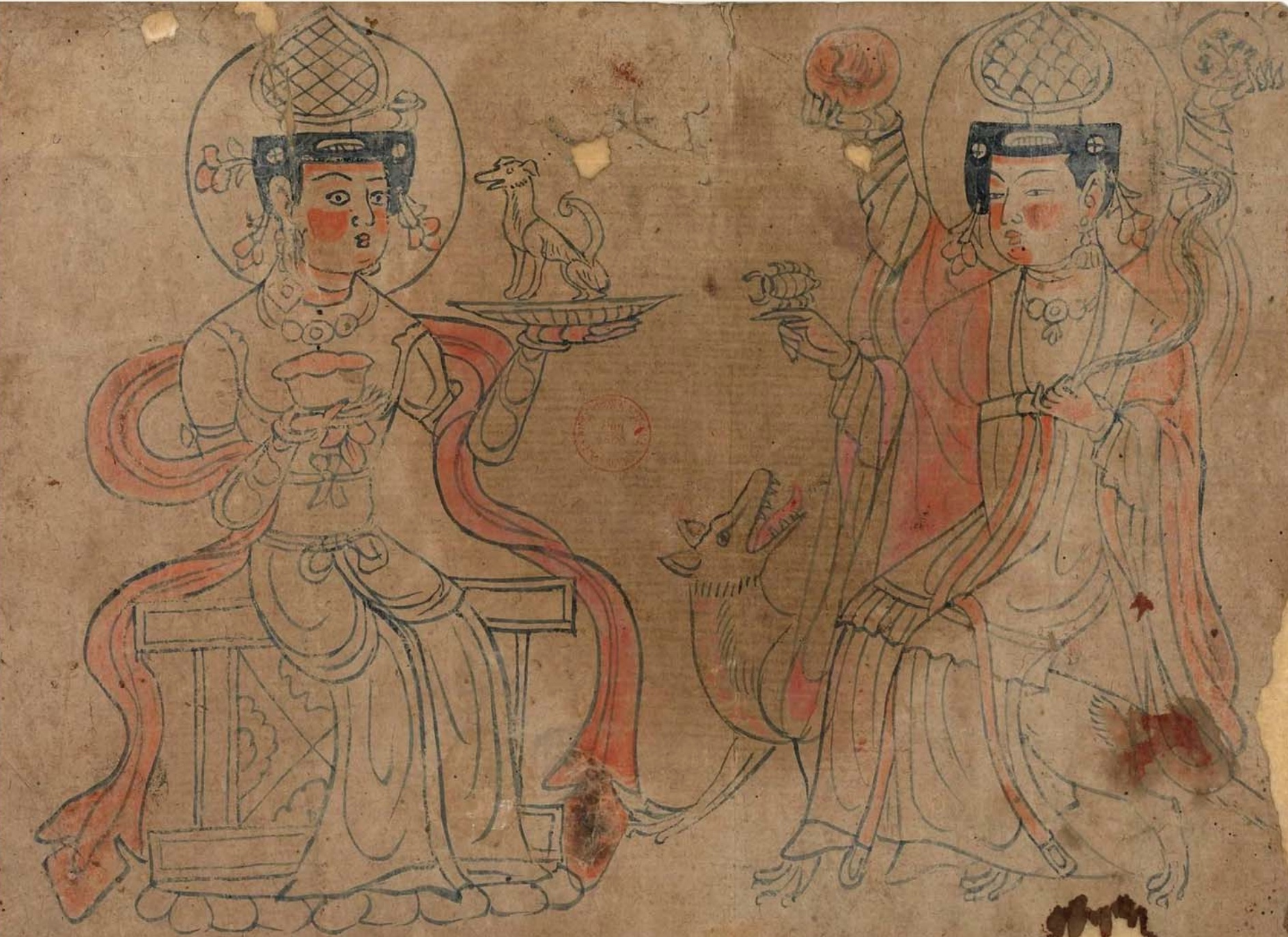
« Daênâs sogdiennes », une peinture monochrome du Xe siècle. La divinité à gauche est probablement une représentation de Daênâ.

Daênâ est un concept du zoroastrisme représentant la perspicacité et la révélation, par conséquent, la « conscience ». Daênâ est considérée comme une divinité faisant partie des Yazata.

## Nomenclature
Daênâ est un substantif féminin qui se traduit par « ce qui est vu ou observé ». Dans l'ouvrage Zoroastrianism: An Introduction to an Ancient Faith, Peter Clark suggère que le terme pourrait également être lié à la racine Avestan "deh" or "di-".

## Dans les textes
Daênâ est une entité de la religion mazdéenne qui a pour fonction de juger l'âme du défunt.  
Le concept de Daênâ est mentionné dans les Gāthā, une série de dix-huit hymnes attribués à Zarathoustra. Daênâ apparaît à la fois dans le Gatha Ahounavaïti et dans le Gatha Oustavaïti, où il est écrit que Daênâ est en quelque sorte affiliée à la récompense que les fidèles recevront dans l'au-delà. Cependant, les références à Daênâ dans les Gathas sont brèves, laissant beaucoup d'ambiguïté quant à sa nature.
Par la suite, les écrits avestique, tels que le Vendidad, dépeignent Daênâ comme une divinité psychopompe qui conduit les âmes bonnes et pures à La Maison des Chants, le paradis zoroastrien, tandis que les méchants sont traînés vers La Maison du Mensonge, un lieu de punition. Autrement dit, si l'âme est juste elle peut traverser le pont de Chinvat qui la conduit vers la Maison des Chants. Si l'âme est corrompue, elle tombe du pont vers l'Enfer.
Il existe une similitude entre les écrits relatifs Daênâ et la légende de la princesse Bari dans la tradition chamanique coréenne. Toutes deux conduisent les âmes dans leur nouvelle demeure.